# Lone Maslocha
Anna Louise Christine "Lone" Maslocha (født Mogensen; 26. oktober 1921 i Klucze, Polen - 3. januar 1945 i Gentofte) var en dansk modstandskvinde under besættelsen og den eneste kvinde, der er begravet i Mindelunden.

## Familie og tidlige liv
Maslocha var datter af ingeniøren Knud Mogensen, der deltog i opførelsen af cementfabrikker for F.L. Smidth, og moderen Louise. Hun voksede op i Klucze i Polen, men på grund af voksende politiske spændinger i 1930'erne vendte de her hjem til Danmark. Her gik hun på efterskole og senere på Snoghøj Gymnastikhøjskole før hun blev uddannet til fotograf hos Rigmor Mydtskov. Efter den tyske invasion af Polen i 1939, som startede 2. Verdenskrig, deltog hele familien og deres polske relationer i arbejdet med at hjælpe flygtninge fra Polen til Danmark.

## Modstandsbevægelsen
Maslocha var stærkt politisk aktiv som medlem af Konservativ Ungdom og efter besættelsen i 1940 tilsluttede hun sig sammen med sine to brødre modstandsbevægelsen. De arbejdede bl.a. ved de illegale blade Studenternes Efterretningstjeneste, som udkom fra august 1942, og Hjemmefronten, der blev startet i 1943. Herudover kom hun i kontakt med sabotageorganisationen Holger Danske og hjalp her med at fotografere for folk som storsabotøren Jørgen Haagen Schmidt.
På foranledning af den polske eksilregering i London, blev der i 1942 oprettet en polsk efterretningstjeneste i Danmark. Denne blev Maslocha tilknyttet som fotograf og kurer. Det var her, at hun mødte sin kommende mand, løjtnant Lucjan Maslocha, der i 1943 overtog ledelsen af den polske modstandsbevægelse i Danmark.
Parret flyttede i sammen på førstesalen af en villa i Gentofte og undgik arrestation, da oprulningen af det polske netværk gik i gang i foråret 1944. De fortsatte sammen deres arbejde selvom de var eftersøgte.
Nytårsaften 1944 giftede de sig i al hemmelighed i Sankt Ansgars Kirke i København. Den ægteskabelige lykke var dog kortvarig. Natten mellem den 2. og 3. januar 1945 blev de fundet af en Gestapopatrulje, der kom for at anholde deres husvært. De havde opholdt sig i et aflåst værelse, da Gestapo kom, og Lucjan skød mod patruljen igennem den låste dør. Lederen af patruljen svarede igen med en salve fra sin maskinpistol. Lone Maslocha blev ramt og døde øjeblikkeligt. Lucjan blev hårdt såret og døde otte dage senere.
De blev begge begravet i august 1945 i Mindelunden samen med 104 andre frihedskæmpere - hun som den eneste kvinde i Det store Gravfelt og han som den eneste udlænding i Mindelunden.